# Chico Aguiar
Francisco de Paula Rocha Aguiar (Fortaleza, 4 de abril de 1947) é um político brasileiro. Aposentou-se como governador do Ceará após ter exercido o cargo por 83 dias.

## Carreira política
Foi deputado estadual em 1987 pelo Partido do Movimento Democrático Brasileiro, em  1991, 1995 e 1999 pelo Partido da Social Democracia Brasileira. Filho de Murilo Rocha Aguiar (deputado Constituinte de 1947) e de Maria Stela Rocha de Aguiar, nasceu a 04 de novembro de 1947, em Camocim-CE. O parlamentar exerceu cinco mandatos legislativos na Assembleia Legislativa, ingressando na política em 1987, quando foi eleito deputado estadual pela primeira vez, período em que também exerceu o mandato de Deputado Constituinte. Entre os anos de 1987 e 1988 ocupou o cargo de 2º Secretário da Mesa Diretora. Já em 1988-1989 foi presidente da Comissão de Constituição, Justiça e Redação e líder do PMDB em 1989. Foi líder do Governo em 1991/1992. O parlamentar foi eleito presidente da Assembléia de 1993 a 1994, na vigência do seu segundo mandato.
Em 1994, quando ainda presidia o Poder Legislativo, assumiu o cargo de Governador do Ceará no período de 9 de outubro a 1 de janeiro de 1995, substituindo o então governador Ciro Ferreira Gomes que renunciou ao cargo para assumir o Ministério da Fazenda, no Governo do presidente Itamar Franco. Como Governador, recebeu a missão de assinar, juntamente com o Presidente da República, o contrato de financiamento, em parceria com o Banco Mundial, do Projeto Sanear. Recebe uma das maiores aposentadorias do país, acima do teto salarial, aproximadamente R$47 mil. De fevereiro a abril de 1995, foi líder do PSDB na AL; e líder do PPS em 1997/1998.
Em 18 de julho de 2006, Francisco Aguiar tomou posse no Tribunal de Contas dos Municípios do Ceará. No período de 2009 e 2010 assumiu o cargo de Conselheiro Corregedor daquela Corte.